# قمری زمینی دم‌دراز
قمری زمینی دم‌دراز (نام علمی: Uropelia campestris) یک گونه از پرنده در خانوادهٔ کبوتران است که در بولیوی و برزیل یافت می‌شود.

## پراکندگی و زیستگاه
قمری زمینی دم‌دراز به‌طور ناپیوسته در بیشتر مناطق مرکزی برزیل و نزدیک بولیوی یافت می‌شود. در علفزارهای خشک‌تر (اما فصلی مرطوب)، ساوانا، لبه‌های جنگلی و پارک‌های خشک، معمولاً در نزدیکی آبراهه‌ها زندگی می‌کند. تا ارتفاع ۱٬۱۰۰ متر (۳٬۶۰۰ فوت) از سطح دریا دیده می‌شود.

## تغذیه
قمری زمینی دم‌دراز به صورت جفت یا گروه‌های کوچک به جستجوی غذا می‌پردازد و انواع مختلفی از دانه‌ها را از زمین برمی‌چیند.